# Distretto di Kanungu
Il distretto di Kanungu è un distretto dell'Uganda, situato nella Regione occidentale.